# Индијан Хилс (Кентаки)
Индијан Хилс (енгл. Indian Hills) град је у америчкој савезној држави Кентаки.

## Демографија
По попису из 2010. године број становника је 2.868, што је 14 (-0,5%) становника мање него 2000. године.
| Група             | 2000.         | 2010.         |
| Белци             | 2.718 (94,3%) | 2.723 (94,9%) |
| Афроамериканци    | 50 (1,7%)     | 40 (1,4%)     |
| Азијати           | 46 (1,6%)     | 45 (1,6%)     |
| Хиспаноамериканци | 42 (1,5%)     | 21 (0,7%)     |
| Укупно            | 2.882         | 2.868         |